# Sako (Waffenhersteller)
Sako (Suojeluskuntain Ase- ja Konepaja Oy) ist ein finnischer Hersteller von Handfeuerwaffen und Munition. Das Unternehmen ist als Hersteller für Jagd- und Präzisionsgewehre bekannt. Sako ist heute Teil der Beretta-Holding.

## Unternehmensgeschichte

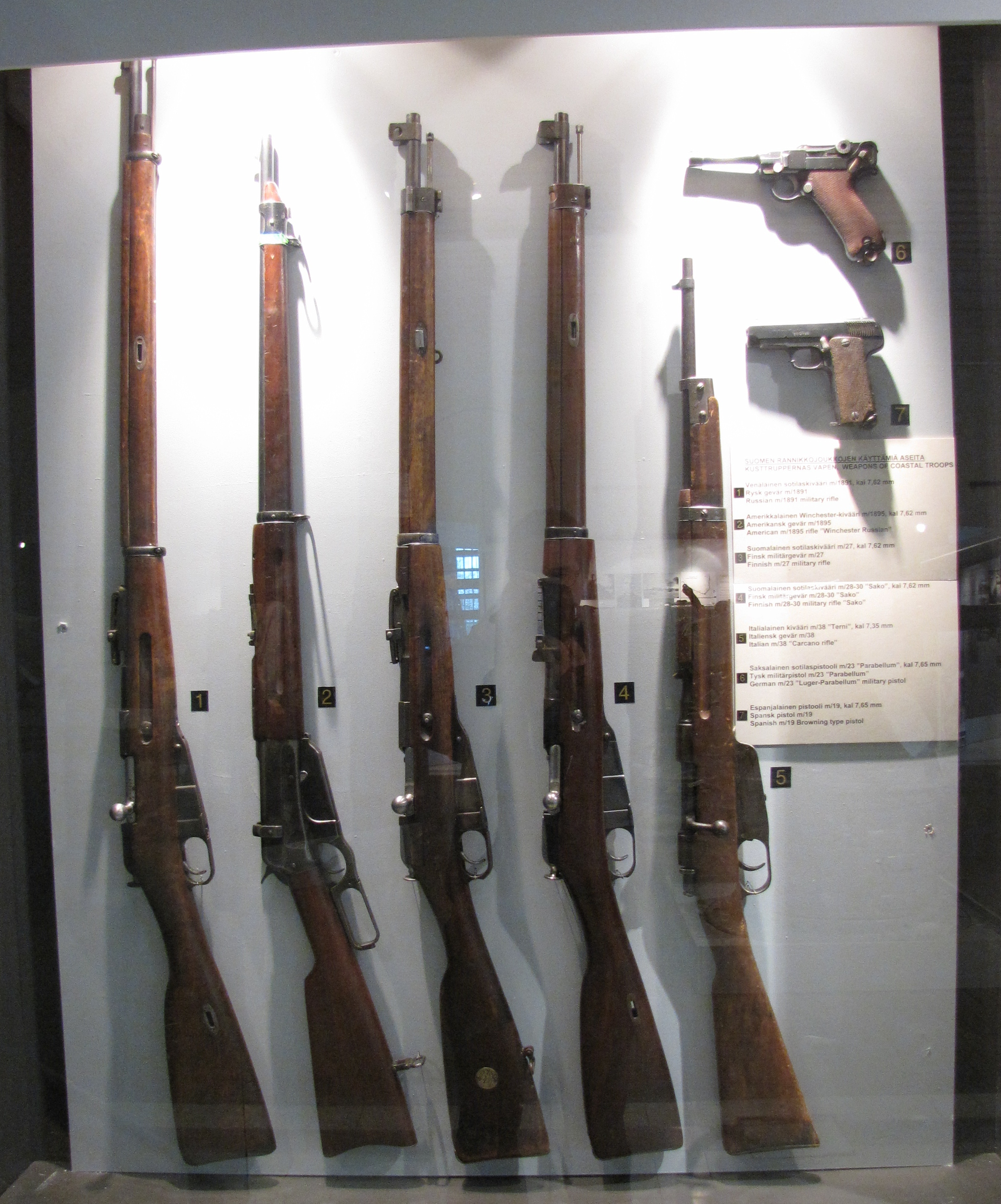
Finnische Waffen des Zweiten Weltkrieges

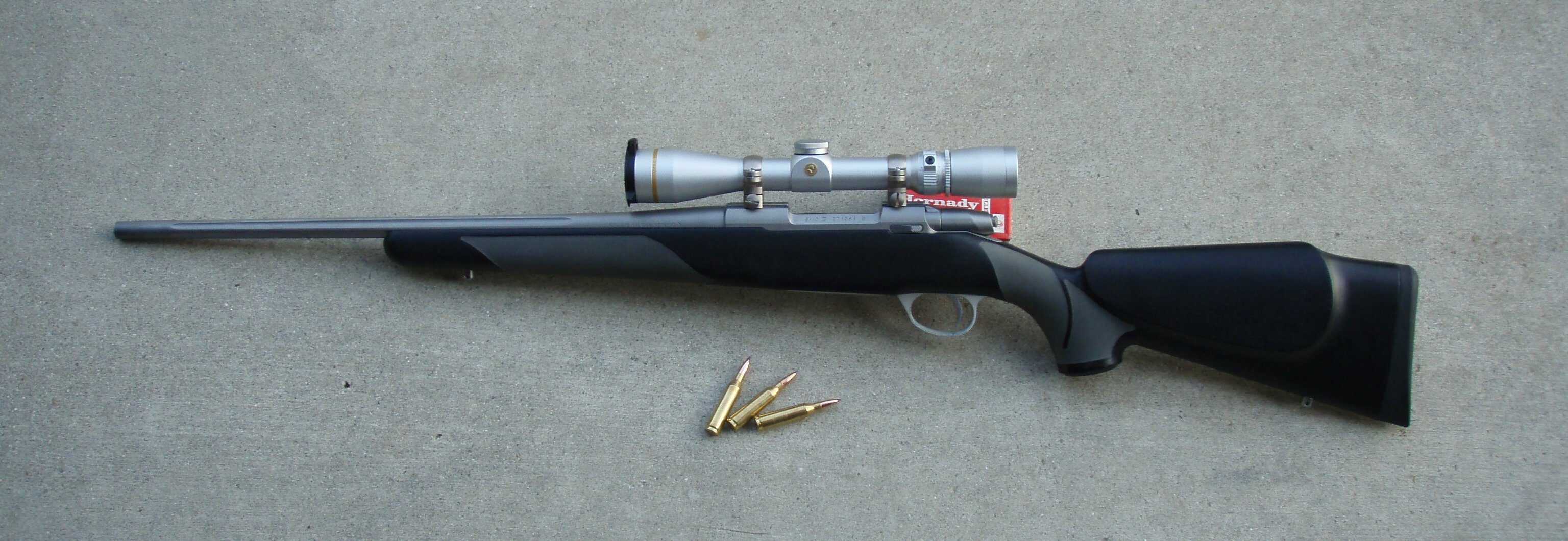
Zivile Sako Finnlight der 2000er Jahre

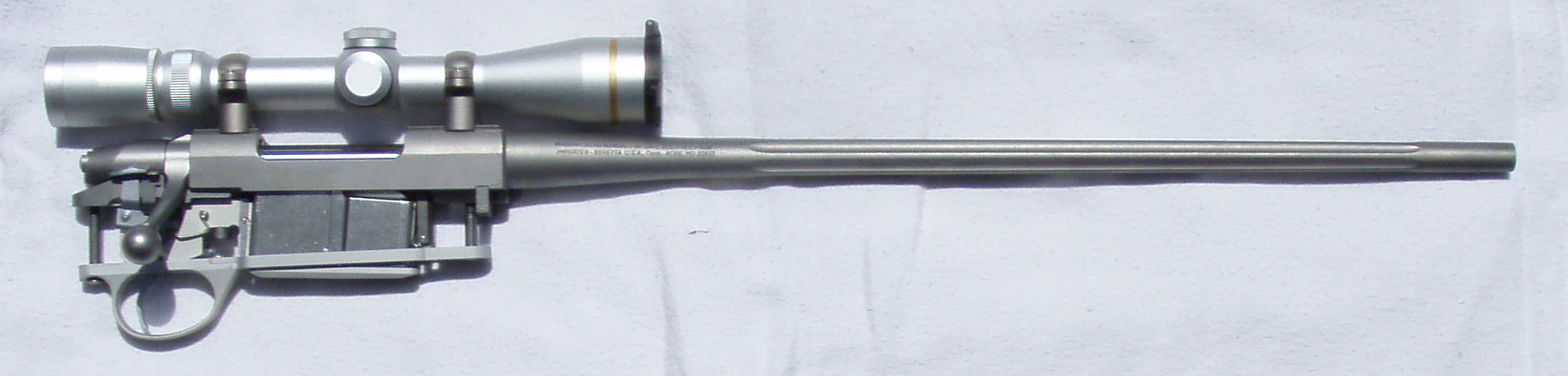
Sako Finnlight Verschlusssystem mit kanneliertem Lauf

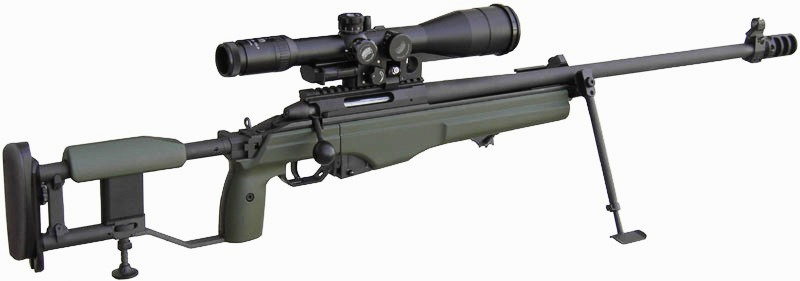
Militärische Sako TRG der 2000er Jahre

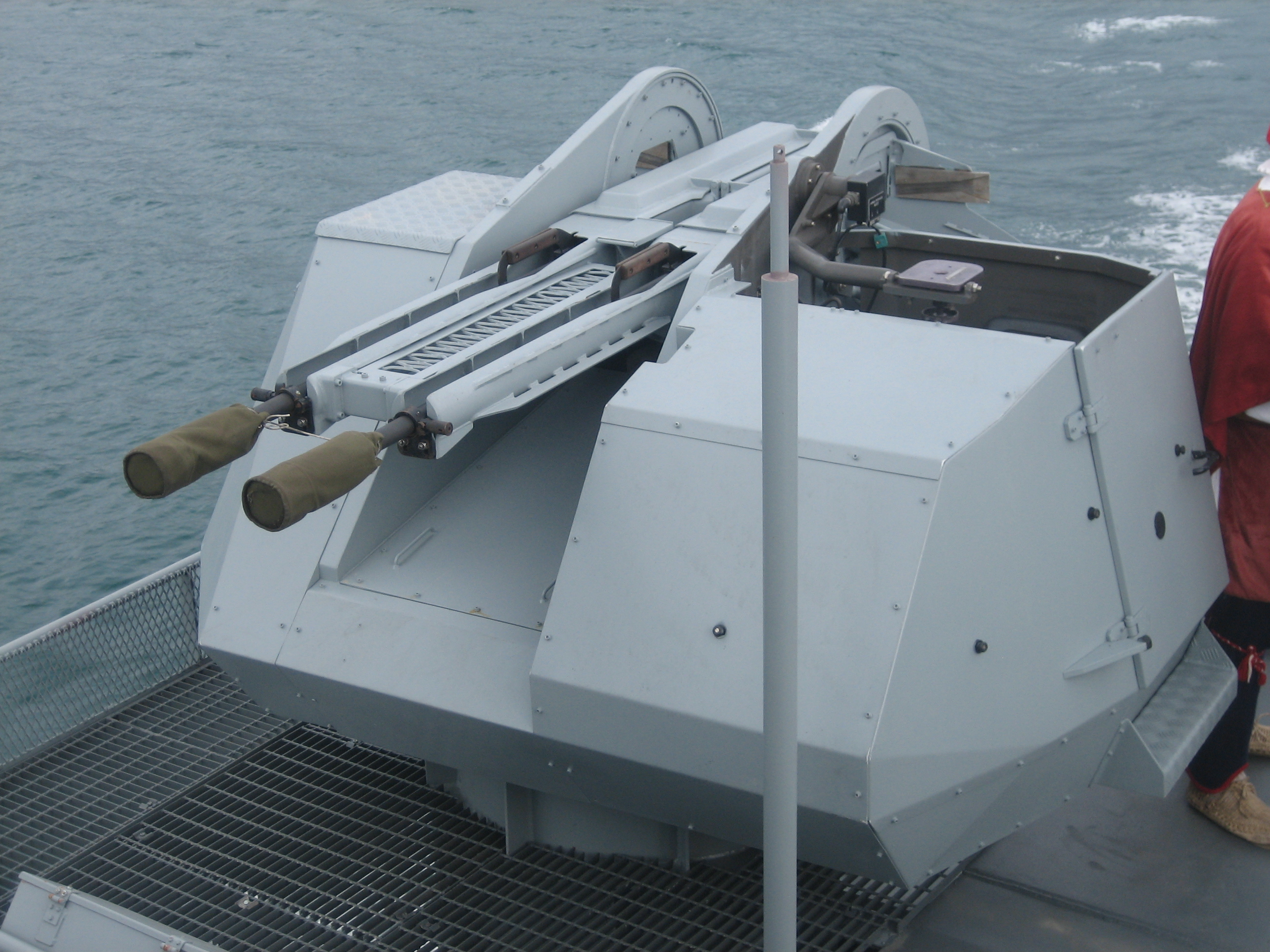
Militärische Sako-Flugabwehrkanone

Die frühe Geschichte des Unternehmens ist mit der Unabhängigkeit Finnlands vom Russischen Zarenreich und der Februarrevolution 1917 sowie mit der Entstehung der Finnischen Streitkräfte verbunden. Am 25. Januar 1918 entstanden die ersten finnischen Militäreinheiten, deren erste Handfeuerwaffen hauptsächlich russischen Ursprungs waren. Zur weiteren Ausrüstung der finnischen Truppen wurde am 1. April 1919 die Suojeluskuntain Yliesikunnan Asepaja (Sk.Y engl. Civil Guard Supreme Staff Gun Works) gegründet. Zum 1. April 1921 folgte die Gründung der Suojeluskuntain Ase- ja Konepaja Osakeyhtiö (engl. Firearms and Machine workshop of the Civil Guard) auf deren Initialen im Firmennamen die Bezeichnung Sako zurückgeht. Die ersten Jahre war die Firma in Helsinki angesiedelt. Der Betrieb war in einer ehemaligen Brauerei untergebracht und beschäftigte sich mit der Aufarbeitung alter Armeegewehre wie insbesondere des Mosin-Nagant. Zum 1. Juni 1927 wurde der Betrieb nach Riihimäki verlegt. Während des Zweiten Weltkrieges wurde der Betrieb von der russischen Luftwaffe bombardiert, was weitgehend folgenlos blieb, weil weite Bereiche der Produktion in unterirdischen Fertigungsanlagen untergebracht waren. Durch den Waffenstillstand von Moskau war Sako von sowjetischer Übernahme gefährdet. Um den Fortbestand der Firma zu sichern, nutzten die finnische Regierung und Sako eine Lücke des Friedensvertrages. Sie übereigneten den Waffenhersteller an das finnische Rote Kreuz und entzogen sie damit dem Zugriff der Alliierten Kontrollkommission, die in Finnland von Andrei Alexandrowitsch Schdanow geleitet wurde. 1956 wurde auf dem Betriebsgelände in Riihimäki eine Feingießerei eingerichtet. Die Firma blieb bis 1962 im Besitz des Roten Kreuzes. Als neuer Eigentümer folgte zunächst die Finnish Cable Works, die ihrerseits 1967 in Nokia aufgingen. Nokia, der Eigentümer von SAKO, kaufte auch in den 1970er Jahren die Firma Tikkakoski und schloss die Unternehmen am 29. März 1983 unter Oy Sako-Tikka Ab zusammen. 1987 fusionierte Sako mit Valmet, einem ehemaligen staatseigenen finnischen Konzern der metallverarbeitenden Industrie. Die Fusion der drei Firmen unter der Regie von Nokia wurde maßgeblich von dem finnischen Manager Petteri Walldén (Firmenchef von 1987 bis 1990) mit dem Ziel betrieben, einen Zusammenschluss profitabler Unternehmen zu erreichen. Die Feingiesserei von Sako, die sich auf dem Betriebsgelände befindet, wird seit 1990 als eigenständiges Unternehmen unter dem Namen SacoTec Components geführt. Sako und Valmet gingen wiederum 1999 mit den Subunternehmen und Marken durch die Fusion mit Rauma-Repola im Nachfolgeunternehmen Metso auf. Seit dem 3. Januar 2000 gehört Sako zur Beretta Holding. Eine Waffensammlung und Ausstellung zur Unternehmensgeschichte findet sich im Jagdmuseum Riihimäki.
Durch die Firmenhistorie haben die Produkte von Sako im Verlauf der Geschichte verschiedene Kennzeichnungen bekommen. Die frühesten waren Beschlagmarken mit den Buchstaben Sk.Y oder ein S, das oben mit drei Strichen ergänzt war. Später kamen durch Unternehmensumschichtungen weitere Marken und Logos hinzu. Nachfolgend eine Auswahl der Kennzeichen:

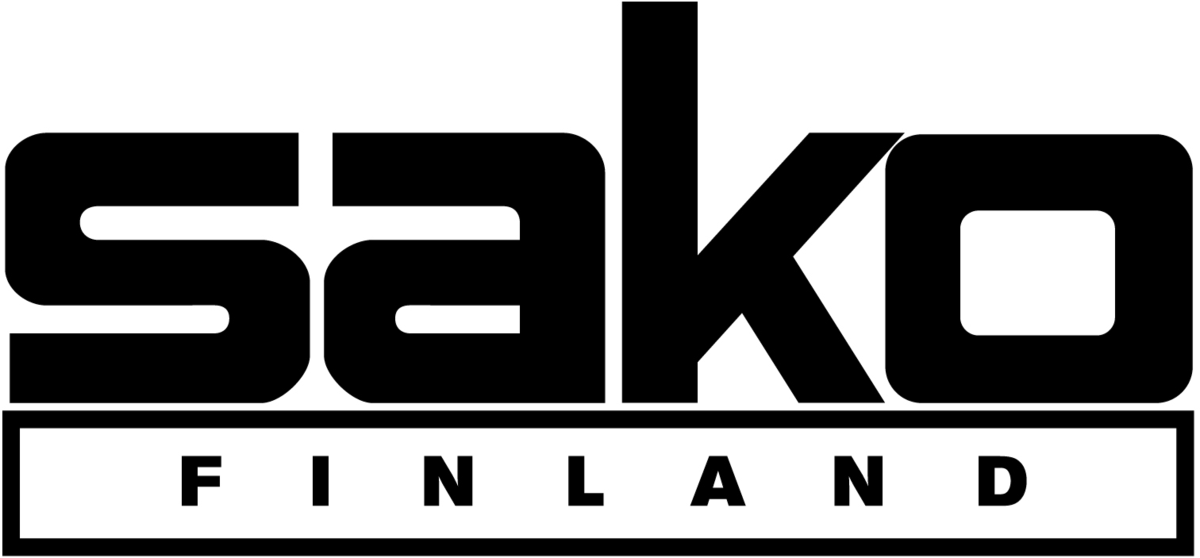
Aktuelles Sako-Logo
Historisches Sako-Logo als Beschlagmarke
Historisches Sako-Logo
Sako-Tikka-Logokombination
Tikka-Logo
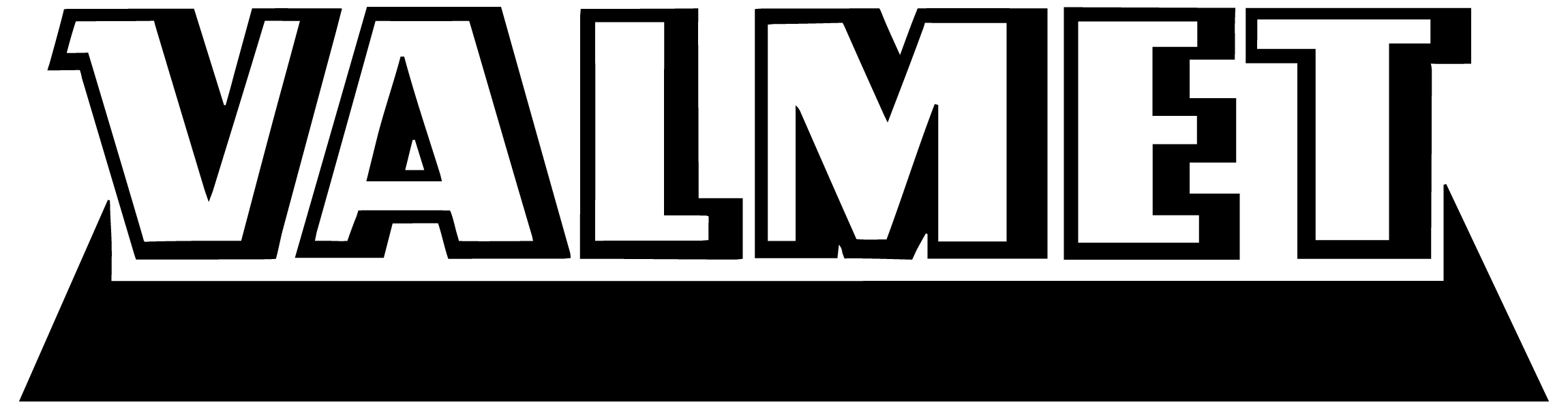
Valmet-Logo
SacoTec-Logo

## Produktentwicklung und Marktpräsenz von Sako
Die Produktentwicklung der frühen Jahre von Sako konzentrierte sich auf Verbesserungen der russischen Waffen, die im Bestand der finnischen Verteidigungskräfte waren. In den 1930er Jahren entstanden erste Entwürfe für Sportwaffen. Während des Zweiten Weltkrieges wurden primär militärische Waffen und Munition gefertigt. Nach Kriegsende fertigte Sako zunächst Textilmaschinen und andere Konsumgüter. Es folgten Repetierbüchsen, die konstruktiv dem Mauser System 98 ähnlich sind. Später wurde ein neues System mit Dreiwarzenverriegelung entwickelt und produziert (siehe Modellhistorie). In den 2010er Jahren liegt der Schwerpunkt des Unternehmens bei der Produktion von Langwaffen und Munition. Sako stellt Produkte für den Kunden aus zivilen und militärischen Bereichen her. Die Firma präsentiert sich weitgehend eigenständig im Markt, wobei Produkte der Marke Tikka ebenfalls von Sako produziert und vertrieben werden. In Finnland wird von Sako ein Händlernetz direkt unterstützt. Internationale Vertretungen der Firma in Australien, Italien, Schweden, Spanien, Neuseeland und den USA werden gemeinsam mit dem Mutterkonzern Beretta betrieben. Für den deutschen und österreichischen Raum ist als Generalimporteur die Firma Manfred Alberts GmbH in Wiehl bekannt. Die Modellpalette lässt sich im Wesentlichen den Modellreihen Sako 85, Sako A7, Sako Quad, Sako TRG sowie Tikka T3 zuordnen. Innerhalb dieser Modellreihen sind zahlreiche Varianten bekannt. Besonderheit der Langwaffen von Sako ist eine herstellerspezifische Montagemöglichkeit für Zielhilfen, die als Sako Optilock bekannt ist. Bei den A7- und TRG-Modellreihen wird eine Picatinny-Schiene verwendet. Sako stellt Munition für Handfeuerwaffen (mit Ausrichtung auf jagdlich relevante Kaliber und den Schießsport) her. Behördenwaffen, wie das Modell Sako M95 und andere Kriegswaffen sind auf dem freien Markt nicht verfügbar.

## Sako Waffen – Modellhistorie
Im Verlauf der Unternehmensgeschichte wurden diverse Waffen in verschiedenen Ausführungen hergestellt. Durch Unternehmensverflechtungen mit Valmet und der Beretta Holding war Sako zeitweise verantwortlicher Hersteller von weiteren Modellen, die zum Teil auf umbenannte Produkte aus früherer Herstellung zurückgehen. Die Tradition von Sako spiegelt sich bei etlichen Waffen, die auf russische Ursprünge zurückgehen, wider. Ein Überblick zu diversen Modelle aus der Tikka-Serie findet sich in der Liste der Handfeuerwaffen/T#TI… sowie zu Modellen aus der Valmet-Ära in der Liste der Handfeuerwaffen/V#Valmet. Nachfolgende Tabelle bietet eine Übersicht der finnischen Waffenentwicklung und Produktion bei Sako.
| Einführung | Modell                                    | Kaliber | Kommentare                                                           |
| 1942       | L42                                       | 7 × 33 mm Sako | frühestes eigenständiges Modell von Sako                             |
| 1946       | L46                                       | 5,6 × 35 mm R (.22 Vierling), .22 Hornet, .218 Bee, .222 Rem, .222 Rem Mag, .25-20 Win, 7x33 Sako, .32-20 Win                                                                | Wechselmagazin                                                       |
| 1954       | P54/P54T                                  | .22 lfB | Produktionsende 1972                                                 |
| 1951       | M98 (Sako Mauser)                         | .270 Win, .30-06 Springfield, .300 H&H, 8 × 60, 9,3 × 62, .375 H&H | FN M98 System, Sako Schaft und Lauf                                  |
| 1957       | L57                                       | .243 Win, .244 Rem, .308 Win | Kastenmagazin                                                        |
| 1959       | L579 Forester                             | .22-250, .243 Win, .308 Win | Kastenmagazin, optional Wechselmagazin bei späten Modellen           |
| 1961       | L461 Vixen                                | .17 Rem, .222 Rem, .222 Rem Mag, .223 Rem | Kastenmagazin                                                        |
| 1961       | L61R Finnbear                             | .264 Win, .270 Win, 30-06 | Verriegelung mit drei Warzen: Zwei in der Kammer, eine am Systemende |
| 1961       | L61R Finnbear Magnum                      | 7 mm Rem Mag, .300 Winchester Magnum, .300 H&H, .338 Win Mag, .375 H&H | Verriegelung mit drei Warzen: Zwei in der Kammer, eine am Systemende |
| 1963       | VL63 Finnwolf                             | .243 Win, .244 Rem, .308 Win, .358 Win | Unterhebelrepetierer                                                 |
| 1972       | L61R Finnbear                             | .25-06 Rem, 6,5 × 55, .270 Win, 7 × 64 mm, .30-06, 9,3 × 62 mm | Kammerverriegelung mit zwei Warzen                                   |
| 1972       | L61R Finnbear Magnum                      | 7mm Rem Mag, .300 Win Mag, .338 Win Mag, .375 Holland & Holland | Kammerverriegelung mit zwei Warzen                                   |
| 1972       | P72 Finnscout                             | .22lfB |                                                                      |
| 1974?      | Sako M74 Super                            | .222 Rem, .223 Rem, .22-250, .243 Win, .308 Win, .25-06, .270 Win, .30-06, .264 Mag, 7 mm Rem Mag, .300 Win Mag, .300 H&H, .338 Win Mag, .375 H&H                            |                                                                      |
| 1975       | P75                                       | .22 Hornet |                                                                      |
| 1978       | M78 Finnscout                             | .22lfB, .22 WMR, .22 Hornet |                                                                      |
| 1979/80    | AI/L461                                   | .17 Rem, .222 Rem, .223 Remington | wurde ebenfalls als Einzellader gebaut                               |
| 1987       | AI/L461 PPC                               | .22 PPC USA, 6mm PPC USA | wurde ebenfalls als Einzellader gebaut                               |
| 1979/80    | AII/L579                                  | .22-250 Rem, .243 Win, 7 mm-08, .308 Win | wurde ebenfalls als Einzellader gebaut                               |
| 1979/80    | AIII                                      | | Vorläufer der AV, (short tang)                                       |
| 1979/80    | AIV                                       | |                                                                      |
| 1979/80    | AV/L61R                                   | .25-06 Rem, 6,5 × 55, .270 Win, 7 × 64, .30-06, 9,3 × 62 mm | (long tang)                                                          |
| 1979/80    | AV Mag/L61R Magnum                        | 7 mm Rem Mag, .300 Win Mag, .300 Wby, .338 Win Mag, .375 H&H, .416 Rem Mag                                                                                                   | .458 Win Mag war als Sonderfertigung verfügbar                       |
| 1982?      | VL63 Finnwolf Sako Collectors Association | .243 Win, .308 Win | Unterhebelrepetierer                                                 |
| 1988       | M579 SM (Super Match)                     | .308 Win |                                                                      |
| 1989       | TRG-21                                    | .308 Win | Kammerverriegelung mit drei Warzen, Wechselmagazin                   |
| 1989       | TRG-41                                    | .300 Win Mag?, .338 Lapua Mag | Kammerverriegelung mit drei Warzen, Wechselmagazin                   |
| 1992?      | M591 Left hand                            | .22-250, .243 Win, 7 mm-08 Rem, .308 Win |                                                                      |
| 1993       | S491                                      | .17 Rem, .222 Rem, .223 Rem, .22 PPC USA, 6mm PPC USA |                                                                      |
| 1993       | M591                                      | .22-250, .243 Win, 7 mm-08 Rem, .308 Wiän |                                                                      |
| 1993       | L691                                      | .25-06, 6,5 × 55, .270 Win, 7 × 64, .280 Rem, .30-06, 9,3 × 62 |                                                                      |
| 1993       | L691 Mag                                  | .270 Wby, 7 mm Rem Mag, 7 mm Wby, .300 Win Mag, .300 Wby, .338 Win Mag, .340 Wby, .375 H&H, .416 Rem Mag                                                                     |                                                                      |
| 1995?      | M995 TRG-S                                | .25-06, 6,5 × 55, .270 Win, .280 Rem, 7 × 64, .308 Win, .30-06, 9,3 × 62 | Kammerverriegelung mit drei Warzen, Wechselmagazin                   |
| 1995?      | M995 TRG-S Magnum                         | .270 Wby, 7 mm Rem Mag, 7 mm Wby, 7 mm STW, 7,21 Firebird, .300 Win Mag, .300 Wby, 7,82 Warbird, .30-378 Wby, .338 Win Mag, .340 Wby, .338 Lapua Mag, .375 H&H, .416 Rem Mag | Kammerverriegelung mit drei Warzen, Wechselmagazin                   |
| 1997       | Sako M75 I                                | .222 Rem, .223 Rem | Kammerverriegelung mit drei Warzen, Wechselmagazin                   |
| 1997       | Sako M75 II                               | .22 PPC USA, 6 mm PPC USA | Kammerverriegelung mit drei Warzen, Wechselmagazin                   |
| 1997       | Sako M75 III                              | .22-250, .243 Win, .260 Rem, 7 mm-08 Rem, .308 Win | Kammerverriegelung mit drei Warzen, Wechselmagazin                   |
| 1997       | Sako M75 SM                               | .270 WSM, .300WSM | Kammerverriegelung mit drei Warzen, Wechselmagazin                   |
| 1997       | Sako M75 IV                               | .25-06, 6, 5 × 55, .270 Win, 7 × 64, .30-06, 9,3 × 62, 9,3 × 66 Sako | Kammerverriegelung mit drei Warzen, Wechselmagazin                   |
| 1997       | Sako M75 V                                | 7 mm Rem Mag, .300 Win Mag, .375 H&H, .416 Rem Mag | Kammerverriegelung mit drei Warzen, Wechselmagazin                   |
| 1999       | TRG-22                                    | .260 Rem (as of 2011), .308 Win | Kammerverriegelung mit drei Warzen, Wechselmagazin                   |
| 1999       | TRG-42                                    | .300 Win Mag, .338 Lapua Mag | Kammerverriegelung mit drei Warzen, Wechselmagazin                   |
| 2001       | Sako M75 V Safari anniversary model       | .375 H&H | Kammerverriegelung mit drei Warzen, Wechselmagazin                   |
| 2001?      | Sako Finnfire P94S                        | .22lfB |                                                                      |
| 2006?      | Sako Quad                                 | .17 Mach 2, .17 HMR, .22lfB, .22 WMR | Wechselläufe                                                         |
| 2006       | Sako M85 XS                               | .204 Ruger, .222 Remington, .223 Remington | Kammerverriegelung mit drei Warzen, Wechselmagazin                   |
| 2006       | Sako M85 S                                | .22-250, .243 Win, .260 Rem, 7 mm-08 Rem, .308 Win, .338 Federal | Kammerverriegelung mit drei Warzen, Wechselmagazin                   |
| 2006       | Sako M85 SM                               | .270 WSM, 7mm WSM, .300 WSM | Kammerverriegelung mit drei Warzen, Wechselmagazin                   |
| 2006       | Sako M85 M                                | .25-06, 6,5 × 55, .270 Win, 7 × 64, .30-06, 9,3 × 62, 9,3 × 66 Sako | Kammerverriegelung mit drei Warzen, Wechselmagazin                   |
| 2006       | Sako M85 L                                | 7mm Rem Mag, .300 Win Mag, .338 Win Mag, .375 H&H Mag | Kammerverriegelung mit drei Warzen, Wechselmagazin                   |

Zum militärischen Bereich der Modellhistorie sind erwähnenswert:
- Gewehre der Modelle M/28, M/28-30, M/39, die als weiterentwickelte Varianten des Mosin-Nagant gefertigt wurden. Hinzu kommen darauf basierende Scharfschützengewehre, die in Kleinstserien hergestellt wurden. Aus den 1960er und 1970er Jahren sind Nachfertigungen für das Ordonnanzschießen bekannt.[22]
- Die Sako Modellreihe M60, M62, M76, M90 und M95, die von dem russischen Gewehr AK-47 abgeleitet ist.[23][24][25]
- Die Sako TRG Modellreihe als Gewehr für Scharfschützen und Sondereinsatzkräfte.[26][27]
- Die SAKO 23mm 87 (auch bekannt als 23 ItK 95), eine Flugabwehrkanone, die auf der russischen SU-23 basiert und als Bewaffnung der Marine eingesetzt wird.[28]

## Sako Munition
Sako stellt seit 1928 Munition her. Die Herstellung von Munition wurde bei Sako zur Belieferung der Finnischen Streitkräfte bedeutend. Zwischen 1941 und 1945 wurden 275 Millionen Militärpatronen und 4 Millionen Jagdpatronen hergestellt. Nennenswert sind zwei Kaliber die von Sako als eigene Entwicklungen herausgebracht wurden:
- 7 × 33 mm Sako Mit der Einführung dieses Kalibers brachte die Firma im Jahr 1942 die entsprechende Patrone zur internationalen Zulassung bei der C.I.P. Diese Patrone basiert auf der Munition 9 × 19 mm und wurde für jagdliche Zwecke entworfen.[29]

- 9,3 × 66 mm Sako Dieses Kaliber (auch bekannt als .370 SakoMag) wurde 2002 von Sako eingeführt. Die international registrierte Patrone liegt in der Leistungsklasse der Munition .375 Holland & Holland Magnum und wurde für jagdliche Zwecke entworfen.[29]

Neben den vorbenannten Patronen stellt Sako rund 100 Munitionsvarianten (Stand 2012) für diverse Kaliber her. Bei diesen Varianten werden von Sako entwickelte Projektile eingesetzt, die auch zum Wiederladen genutzt werden können. Die bleifreie Munition von Sako (Powerhead) basiert auf Projektilen von Barnes.

## Innovationen und Patente
Sako hat im Bereich der Entwicklung zu Handfeuerwaffen maßgebliche Entwicklungsarbeiten geleistet, die durch Patentanmeldungen (Stand 2012 mit 61 Patenten) dokumentiert und geschützt werden. Die Anmeldungen der relevanten Patente verteilen sich teilweise auf Rechtsvorgänger oder Fusionspartner wie Valmet (Stand 2012 mit 40 Patenten) oder Tikka (Stand 2012 mit 4 Patenten). Nachfolgend eine Auswahl von Patentanmeldungen:
- Patent  WO2012098283: Firearm and firearm system. Angemeldet am 26. Juli 2012, veröffentlicht am 12. September 2012, Anmelder: Sako Oy, Erfinder: Aalto Juha.‌
- Patent  US3562945: Gun barrel with stepped rifling. Angemeldet am 16. Februar 1971, Anmelder: Sako Oy, Erfinder: Leo David Mikola.‌
- Patent  AT31219T: Einrichtung zum Einstellen des Spiels zwischen Vorderschaft und Gewehrlauf. Angemeldet am 15. Dezember 1987, veröffentlicht am 15. Mai 1988, Anmelder: Sako Tikka AB, Erfinder: Kari Kuparinen.‌
- Patent  IT1205107: Multi-purpose rifle system. Angemeldet am 15. März 1989, veröffentlicht am 27. Oktober 1999, Anmelder: Sako Valmet Oy, Erfinder: Timo Junhani Hyytinen.‌
- Patent  WO02070979: Rapid clamping base for an optic rifle sight. Veröffentlicht am 12. September 2002, Anmelder: Sako Valmet Oy, Erfinder: Juha Aalto, Kari Kuparinen.‌